# Претреж
Претреж (словен. Pretrež) — поселення в общині Словенська Бистриця, Подравський регіон‎, Словенія.